# Gerard I van Schaesberg
Gerard I van Schaesberg (* ca.1237) was heer van Schaesberg. Hij was een zoon van Hendrik van Haasdal en Mechtildis van Rulant-Hozémont. Hij was gehuwd met N. van Jabeke (van Dobbelstein), dochter van Godfried.
Het echtpaar had de volgende kinderen:
1. Heinrich van Schaesberg  (Ridder 1273-1281, Heer te Schaesberg)
2. Johan Schaesberg  (Ridder te Schaesberg)
3. Alard Schaesberg